# Noční směna (film)
Noční směna (v anglickém originále Graveyard Shift) je americký filmový horor režiséra Ralpha S. Singletona z roku 1990, napsaný Johnem Espositem na základě povídky stejného jména od Stephena Kinga z roku 1970. Ve filmu si zahráli David Andrews, Kelly Wolf, Stephen Macht, Andrew Divoff, Brad Dourif, Vic Polizos a další. Hudbu k snímku složili Anthony Marinelli a Brian Banks.

## Děj
Krátce po otevření opuštěné textilky začínají umírat její zaměstnanci. Právě v této době je sadistickým majitelem Warwickem najat tulák John Hall, aby se zapojil do úklidu sklepení, které je zamořené krysami. Při této práci naleznou bludiště tunelů, vedoucích ke starému hřbitovu a krysí královnu, mutanta netopýra a krysy.

## Obsazení
| David Andrews     | John Hall                   |
| Kelly Wolf        | Jane Wisconsky              |
| Stephen Macht     | Warwick                     |
| Andrew Divoff     | Danson                      |
| Vic Polizos       | Brogan                      |
| Brad Dourif       | Tucker Cleveland, deratizér |
| Robert Alan Beuth | Ippeston                    |
| Ilona Margolis    | Nordello                    |
| Jimmy Woodard     | Carmichael                  |
| Jonathan Emerson  | Jason Reed                  |
| Minor Rootes      | Stevenson                   |
| Kelly L. Goodman  | sekretářka Warwicka         |
| Susan Lowden      | Daisy May                   |
| Joe Perham        | inspektor                   |
| Dana Packard      | pracovnice ve mlýně         |

## Vydání
Snímek byl vydán 26. října 1990 ve Spojených státech. Celkově utržil 11 582 891 dolarů.